# Mura di Vilnius
Le mura della città di Vilnius costituiscono le strutture difensive situate intorno a Vilnius, capitale in passato nel Granducato di Lituania e oggi della Repubblica di Lituania. Costruite tra il 1503 e il 1522 per proteggersi dagli attacchi del Khanato di Crimea all'inizio delle guerre moscovito-lituane sotto Sigismondo I il Vecchio, le strutture in pietra e mattoni assunsero un ruolo chiave nella realizzazione del sistema difensivo di Vilnius, i cui lavori andarono finanziati dai proprietari terrieri della città. Conteneva nove porte e un bastione di artiglieria e ad oggi sopravvivono alcune delle costruzioni originali.

## Struttura

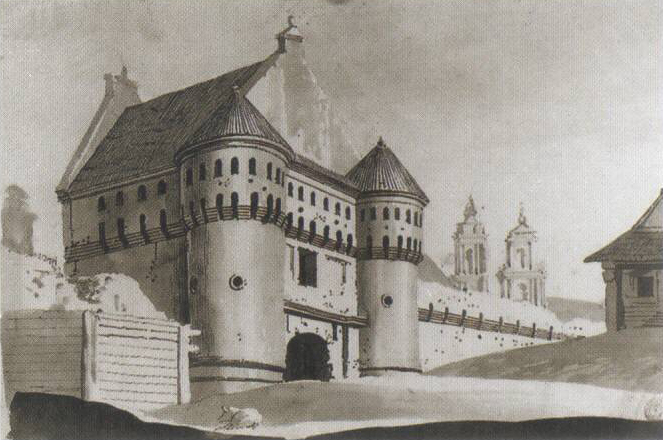
La porta di Subačius nel XVIII secolo

- Porta di Subačius: costruita alla fine di quella che oggi la via Santo Spirito;
- Porta di Spas: situata vicino al fiume Vilnia nella parte orientale della città;
- Porta di Wet: vicino alla piazza della cattedrale di Vilnius;
- Porta tatara: all'angolo tra via Liejykla e via Totoriai;
- Porta di Vilija: all'angolo tra Vilnius e via Bernardinai;
- Porta di Trakai: all'angolo tra la strada che conduceva a Trakai e via Pylimas. Costituiva la porta principale della città e ospitava (come la Porta dell'Aurora) una cappella;
- Porta di Rūdininkai: alla fine di via Rūdininkai;
- Porta di Medininkai: proteggeva l'ingresso alla parte meridionale della città ed oggi è conosciuta come la Porta dell'Aurora.

Si decise di costruire un bastione di artiglieria per proteggere il lato orientale della città, che attualmente ospita un museo bellico ed è in fase di ristrutturazione.
A seguito delle spartizioni della Confederazione polacco-lituana, tra il 1801 e il 1805, il governo russo ordinò di abbattere la maggior parte delle mura e tutte le porte, tranne quella dell'Aurora. Alcune sezioni risultano ancora visibili e sono disseminate in tutta la città vecchia: spesso si operano degli interventi di restauro o delle esposizioni al pubblico di frammenti conservati nei musei di Vilnius.